# Agrophaspidium monticola
Agrophaspidium monticola är en tvåvingeart som beskrevs av Wheeler och Julia J. Mlynarek 2008. Agrophaspidium monticola ingår i släktet Agrophaspidium och familjen fritflugor.
Artens utbredningsområde är Costa Rica. Inga underarter finns listade i Catalogue of Life.